# Felix Wilbur Gingrich
Felix Wilbur Gingrich (Annville (Pennsylvania), 27 settembre 1901 – Reading (Pennsylvania), 19 ottobre 1993) è stato un grecista e biblista statunitense, esperto di greco biblico.

## Biografia

### Origini
Felix Wilbur Gingrich nacque dal reverendo Felix Moyer Gingrich e da sua moglie Minnie (Shiffer) Gingrich.
Gingrich aveva due fratelli, Wendell e Newell, e una sorella, Esther. 

### Istruzione
Gingrich si diplomò alla Northeast High School di Filadelfia. Quindi, nel 1923 conseguì il Bachelor of Arts con lode al Lafayette College nel 1923. Fu eletto membro della confraternita Phi Beta Kappa mentre ancora frequentava la scuola. Dopo aver svolto attività di ricerca presso l'Università della Pennsylvania dal 1923 al 1925, si iscrisse all'Università di Chicago dove conseguì la laurea e il dottorato, rispettivamente nel 1927 e nel 1932. La tesi di dottorato di Gingrich, svolta presso il Dipartimento di Nuovo Testamento e Letteratura Cristiana Antica, era intitolata Paul’s Ethical Vocabulary (Vocabolario Etico di Paolo), un trattato sul linguaggio e lo stile delle lettere di San Paolo.

### Attività di docenza
Dopo la laurea al Lafayette College nel 1923, Gingrich fu assunto dallo Schuylkill College di Reading, come assistente professore di greco, latino, tedesco e Bibbia. Lo Schuylkill College era un'istituzione della Chiesa evangelica. Nel 1928, fu deciso l'incorporazione nell'Albright College di Myerstown. Gingrich divenne professore di greco e direttore del Dipartimento di Lingue Classiche, una posizione che mantenne fino al suo pensionamento nel 1972.

### Attività di ricerca
Nell'autunno del 1949, a Gingrich fu concesso un congedo per lavorare a un nuovo lexicon greco-inglese del Nuovo Testamento, traducendo e adattando il lessico greco-tedesco di Walter Bauer in collaborazione con William F. Arndt. La stesura durò 5 anni e mezzo. Gingrich tornò ai suoi doveri di insegnante nel febbraio 1955.
La pubblicazione nel 1957 della prima edizione di A Greek-English Lexicon of the New Testament and Other Early Christian Literature: Translation and Adaptation of Walter Bauer's Griechisch-Deutsches Wörterbuch zu den Schriften des Neuen Testaments und der übrigen urchristlichen Literatur, fourth revised and augmented edition, 1952 (in breve Bauer's Lexicon) fu il primo lessico dal 1880 e fu riconosciuto a livello internazionale. Nel 1979, Gingrich e Frederick William Danker realizzarono una seconda edizione inglese dalla 5ª edizione tedesca dell'opera di Bauer. Nel 1965 Gingrich pubblicò il Shorter Lexicon of the Greek New Testament. Nel 1983 Danker ne fece un'edizione critica e quella versione costituì la base della traduzione portoghese di Júlio P. T. Zabatiero.
Oltre al lexicon, Gingrich diede alle stampe molti articoli e recensioni di libri, alcuni dei quali sono elencati nella lista delle opere selezionate.
Nel 1956, l'anno del centenario della fondazione dell'Albright College e dei suoi predecessori, Gingrich e il Dr. Eugene Barth scrissero A History of Albright College, 1856-1956. Barth in seguito aggiornò e continuò quel testo in Discovery and Promise: A History of Albright College, 1856-1981.

### Morte
Gingrich si spense a Reading il 19 ottobre 1993 e fu sepolto nel Forest Hills Memorial Park di Reyffton.

## Vita privata
Il 28 marzo 1929 sposò Lola Engel ed ebbero tre figli, John, Barbara e Carolsue. Lola Gingrich morì il 24 marzo 1984.

## Opere selezionate

### Libri
- Arndt, William, F. Wilbur Gingrich, John R. Alsop e Walter Bauer. A Greek-English Lexicon of the New Testament and Other Early Christian Literature; A Translation and Adaptation of Walter Bauer's Griechisch-Deutsches Wörterbuch Zu Den Schriften Des Neuen Testaments Und Der Übringen Urchristlichen Literatur, 4th Rev. and Augm. Ed., 1952. Chicago: University of Chicago Press, 1957.
- Arndt, William, F. Wilbur Gingrich, Frederick W. Danker e Walter Bauer. A Greek-English Lexicon of the New Testament and Other Early Christian Literature: A Translation and Adaptation of the Fourth Revised and Augmented Edition of Walter Bauer's Griechisch-Deutsches Wörterbuch Zu Den Schriften Des Neuen Testaments Und Der Übrigen Urchristlichen Literatur. Chicago: University of Chicago Press, 1979.
- Barth, Eugene Howard e F. Wilbur Gingrich. Discovery and Promise : A History of Albright College, 1856-1981. Reading, Pa: Albright College, 1989.
- Barth, Eugene Howard, Ronald Edwin Cocroft, Irvin W. Batdorf e F. Wilbur Gingrich. Festschrift to Honor F. Wilbur Gingrich Lexicographer, Scholar, Teacher, and Committed Christian Layman. Leiden: E.J. Brill, 1972.
- Gingrich, F. Wilbur, Eugene Howard Barth, and Ronald Edwin Cocroft. Festschrift to Honor F. Wilbur Gingrich, Lexicographer, Scholar, Teacher, and Committed Christian Layman. Leiden: Brill, 1972.
- Gingrich, F. Wilbur, and Eugene Howard Barth. A History of Albright College, 1856-1956. Reading, Pa: Albright College, 1956.
- Gingrich, F. Wilbur. [tesi] Paul's Ethical Vocabulary. 1932.
- Gingrich, F. Wilbure Walter Bauer. Griechisch-deutsches Wörterbuch zu den Schriften des Neuen Testaments und der übrigen urchristlichen Literatur, and Arndt, William. Greek-English lexicon of the New Testament and other early Christian literature. Shorter Lexicon of the Greek New Testament. Chicago: University of Chicago Press, 1965.
- Gingrich, F. Wilbur, Walter Bauer e William Arndt. Shorter Lexicon of the Greek New Testament. Chicago: University of Chicago Press, 1965.
- Gingrich, F. Wilbur, Frederick W. Danker, Júlio Paulo Tavares Zabatiero e Walter Bauer. Léxico do Novo Testamento grego/português. São Paulo, [Brasil]: Sociedade Religiosa Edições Vida Nova, 1984.

### Articoli
- Gingrich, F. Wilbur. "Ambiguity of Word Meaning in John's Gospel." The Classical Weekly 37.7 (1943): 77.
- ---, "The Classics and the New Testament." Anglican Theological Review 15.4 (1933): 300-4.
- ---, "The Contributions of Professor Walter Bauer to New Testament Lexography." New Testament Studies 9 (1962): 300-4.
- ---, "The Greek New Testament as a Landmark in the Course of Semantic Change." Journal of Biblical Literature 73.4 (1954): 189-96.
- ---, "Mayor Shirk of Reading." Church and Home 2 (1965): 12-5.
- ---, "New Testament Lexography and the Future." Journal of Religion 25.3 (1945): 179-182.
- ---, "Prolegomena to a Study of the Christian Element in the Vocabulary of the New Testament and Apostolic Fathers." Search the Scriptures : New Testament Studies in Honor of Raymond T. Stamm. Ed. Jacob Martin Myers, Otto Reimherr, and Howard N. Bream. Leiden: E. J. Brill, 1969. [173]-178.
- ---, The Words Paul Coined." Anglican Theological Review 17.4 (1935): 234-6.

### Recensioni
- Gingrich, F. Wilbur. "Aux Sources de la Tradition Chrétienne: Mélanges Offerts à M. Maurice Goguel." The Journal of Religion 31.4 (1951): 300-1.
- ---. "A Beginning Greek Book: Based on the Gospel According to Mark." Journal of Bible and Religion 15.1 (1947): 61-2.
- ---. "Eight American Praxapostoloi." Journal of Bible and Religion 9.2 (1941): 117-8.
- ---. "The Formation of Christian Dogma." Journal of Bible and Religion 27.3 (1959): 251
- ---. “Griechisch-Deutsches Wörterbuch zu den Schriften des Neuen Testaments und der Übrigen Urchristlichen Literatur." Journal of Biblical Literature 72.3 (1953): 196-7.
- ---. "Hellenistic Greek Texts." Journal of Bible and Religion 15.4 (1947): 258-60.
- ---. "An Introduction to the New Testament; Einleitung in Das Neue Testament." The Classical Weekly 31.15 (1938): 147-8.
- ---. “Lexicon Athanasianum, Fascs. 1-4 (A. Theos)." The Journal of Religion 31.3 (1951): 230.
- ---. “The Lord's Supper in Protestantism." Journal of Bible and Religion 14.4 (1946): 233.
- ---. “The Origins of the Gospels." The Classical Weekly 32.13 (1939): 152-3.
- ---. “The Silent Billion Speak." Journal of Bible and Religion 13.3 (1945): 170-1.
- ---. “Theologie und Geschichte des Judenchristentums." Journal of Bible and Religion 18.3 (1950): 199-200.
- ---. "Le Vocabulaire Chrétien de l'Amour Est-Il Original?" Journal of Biblical Literature 88.1 (1969): 107-8.
- ---. “Zur Typologie des Johannesevangeliums; Ergazesthai (Apc 18:17, Hes 48:18, 19). Die Wurzel SAP im NT und AT. Zwei Beiträge zur Lexikographie der Griechischen Bibel; the Ascension of the Apostle and the Heavenly Book (King and Saviour III)." Journal of Bible and Religion 19.4 (1951): 224-5.